# Агиос Георгиос (Тасос)
Вижте пояснителната страница за други населени места с името Агиос Георгиос.
Агиос Георгиос или Вузи (на гръцки: Άγιος Γεώργιος, Βούζι) е село в Гърция, дем Тасос, административна област Източна Македония и Тракия.

## География
Селото е разположено в северозападната част на Тасос в северното подножие на планината Ипсарио. Остои на 6 km югозападно от град Тасос – главното градче на острова. На километър южно от него е Рахони (Вулгаро).

## История
Селото е основано в XIX век от жителите на село Вулгаро, разположено около църквата „Свети Георги“. Жителите на Вузи в 1830 година построяват храма „Свети Николай“, в който е пренесена част от църковната утвар на „Свети Георги“ – икона от преди 1600 година и евангелие, издадено във Венеция в 1687 година.
На австро-унгарската военна карта е отбелязано като Вози (Vozi).
В 20-те години на XX век в селото са настатени гърци бежанци. В 1928 година то има 243 жители, от които 7 бежанци.
Жителите произвеждат маслини и зехтин, като се занимават и с пчеларство и скотовъдство - отглеждат овце и кози.
| Година    | 1913 | 1920 | 1928 | 1940 | 1951 | 1961 | 1971 | 1981 | 1991 | 2001 | 2011 | 2021 |
| --------- | ---- | ---- | ---- | ---- | ---- | ---- | ---- | ---- | ---- | ---- | ---- | ---- |
| Население | 291  | 145  | 243  | 231  | 411  | 326  | 235  | 180  | 171  | 149  |      |      |